# 黑山伊斯兰教

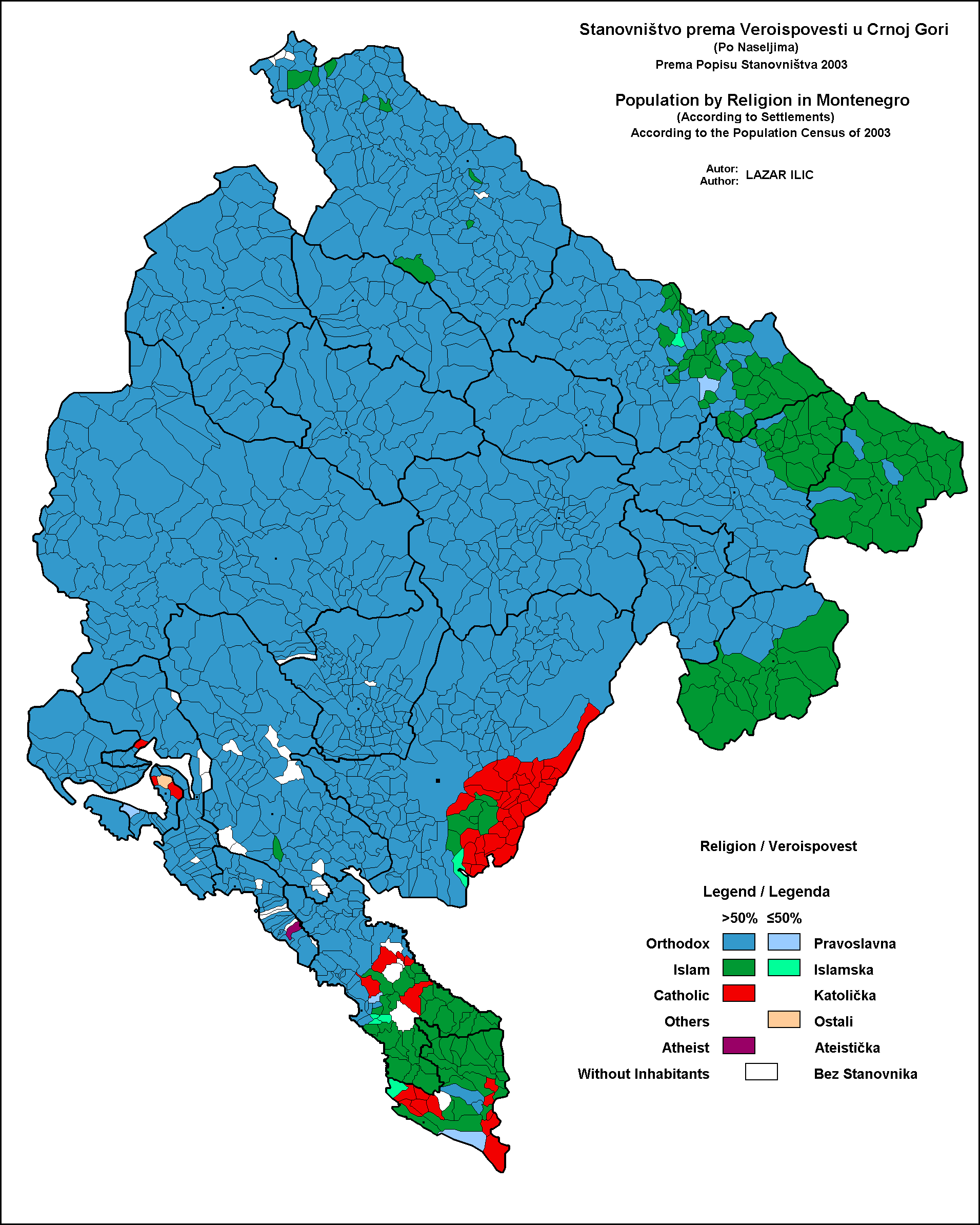
根据2003年黑山人口普查结果绘出的黑山宗教分布图，绿色地域为伊斯兰教占多数的区域

伊斯兰教是黑山第二大宗教信仰，仅次于东正教。根据2011年人口普查数据，黑山回教徒占全黑山人口的19.11%。黑山的穆斯林主要为逊尼派。伊斯兰教在黑山东北城市为主要宗教。黑山穆斯林是全欧洲第五大穆斯林族群，仅次于科索沃、阿尔巴尼亚、波黑和北马其顿。